# ريتشية كبيرة السداة
ريتشية كبيرة السداة (الاسم العلمي:Ritchiea macrantha) هي نوع من النباتات تتبع جنس الريتشية من الفصيلة القبارية.